# Роберт Анджеюк
Роберт Себастьян Анджеюк  (пол. Robert Sebastian Andrzejuk; 17 липня 1975) — польський фехтувальник, олімпійський медаліст.

## Виступи на Олімпіадах
| Олімпіада  | Дисципліна      | Місце |
| ---------- | --------------- | ----- |
| Пекін 2008 | шпага, командні | 2     |